# Федерация Юго-Восточного Калимантана
Федерация Юго-Восточного Калимантана (индон. Federasi Kalimantan Tenggara) — независимое государство, впоследствии автономия в составе Соединённых Штатов Индонезии (СШИ), существовавшее в 1947—1950 годах и располагавшееся в юго-восточной части острова Калимантан.

## История
Федерация Юго-Восточного Калимантана была основана в январе 1947 года. Главой Федерации был Председатель Совета Юго-Восточного Калимантана Абдул Гаффар Ноор (индон. Abdul Gaffar Noor). 27 декабря 1949 года Федерация вошла в состав СШИ на правах автономии. 18 апреля 1950 года Федерация была упразднена; её территория вошла в состав восстановленной унитарной Республики Индонезии. Ныне территория бывшей Федерации частью провинции Южный Калимантан.